# Josanne Lucas
Josanne Lucas (Scarborough (Trinidad y Tobago), 14 de mayo de 1984) es una atleta trinitense, especialista en la prueba de 400 m vallas, con la que ha llegado a ser medallista de bronce mundial en 2009.

## Carrera deportiva
En el Mundial de Berlín 2009 gana la medalla de bronce en los 400 m vallas, con un tiempo de 53.20 segundos, quedando tras la jamaicana Melaine Walker y la estadounidense Lashinda Demus (plata).